# فروکوه‌خرگوش‌دندان
فروکوه‌خرگوش‌دندان (نام علمی: Subhyracodon) نام یک سرده از تیره کرگدن است.
فروکوه‌خرگوش‌دندان نوعی کرگدن بی‌شاخ بود که در ایوسن پسین و الیگوسن می‌زیست. بقایای این جانور را در سنگ‌های آمریکای شمالی، مخصوصاً در بیگ بدلندز داکوتای جنوبی ایالات متحده، یافته‌اند. فروکوه‌خرگوش‌دندان بر خلاف کرگدن‌های امروزی سنگین‌زره نبود و برای گریز از خطر روی پاهای نسبتاً بلند و باریکش می‌دوید. پاهای فروکوه‌خرگوش‌دندان باریک‌تر از پاهای کرگدن‌های امروزی بودند و خوش هم کمی کوچک‌تر -تقریباً به‌اندازه‌ی گاوهای امروزی- بود. دندان‌های گونه‌ایش تاج‌های کوتاهی داشتند که برای خوردن برگ‌های درخت‌ها و بوته‌ها به‌کار می‌آمدند. الگوی متمایزکننده‌ی πشکلی که در کاکل‌های کرگدن‌های امروزی دیده می‌شود، در فروکوه‌خرگوش‌دندان‌‌ها هم وجود داشت.
در گذشته، گونه‌های متفاوت و متعددی از این جانور را نام‌گذاری کرده بودند، اما امروز فقط سه گونه‌اش را به‌رسمیت می‌شناسیم. در الیگوسن پسین، فروکوه‌خرگوش‌دندان به دایسراتریوم تکامل یافت. دایسراتریوم بزرگ‌تر بود و جفت‌شیارهایی استخوانی روی بینی داشت که تصور می‌شود شاخ‌هایی کوتاه را نگه می‌داشته‌اند.